# NGC 171
NGC 171 sau NGC 175 este o galaxie spirală barată localizată în constelația Balena. A fost descoperită în 20 octombrie 1784 de către William Herschel. De asemenea, a fost numită NGC 175 după observația acesteia de către John Herschel din 11 noiembrie 1834.